# Kurozuka Kofun

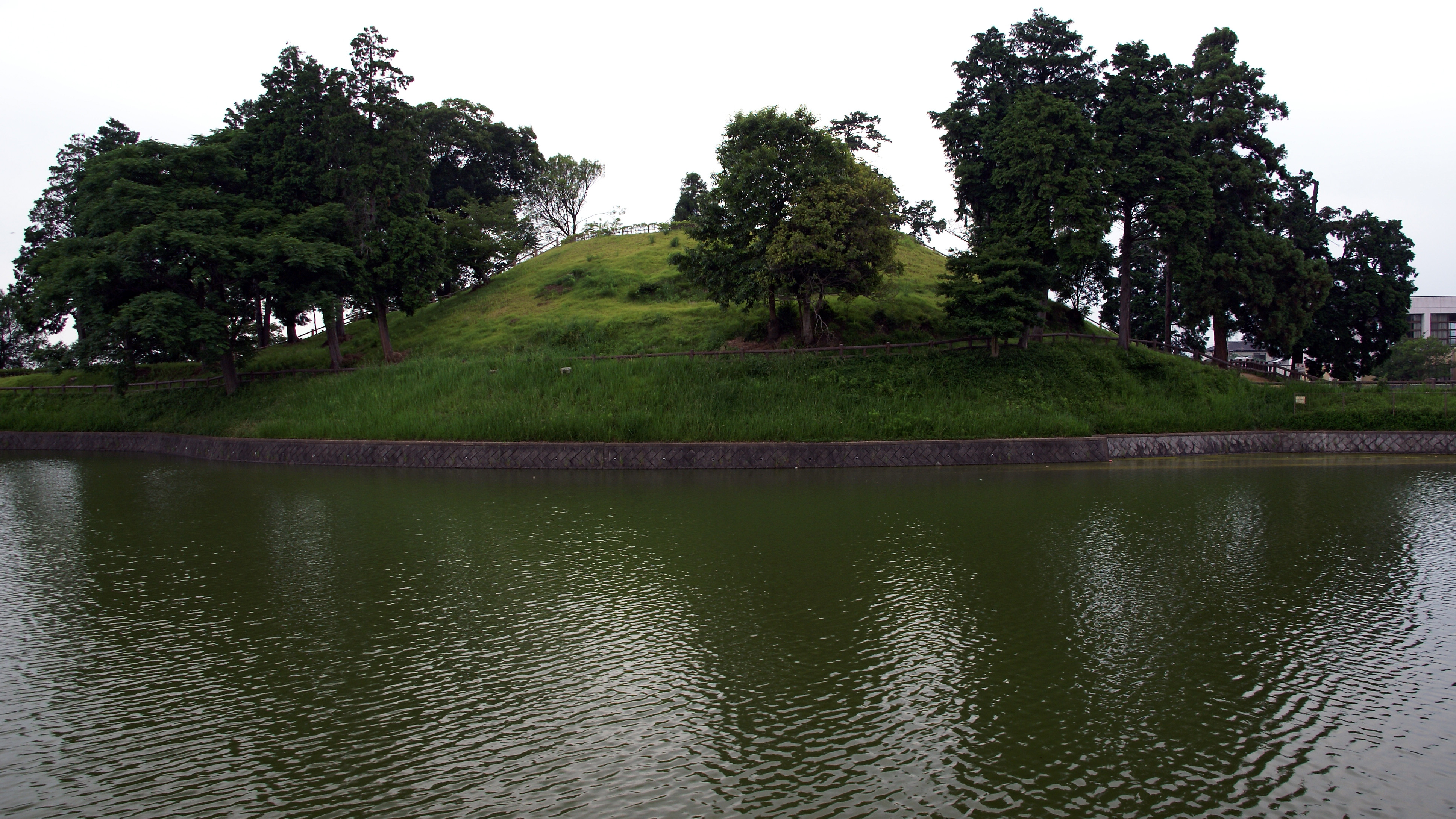
Kurozuka Kofun

Der Kurozuka Kofun (jap. 黒塚古墳) ist ein schlüssellochförmiger Grabhügel (Kofun). Er gehört zur Yanagimoto-Kofun-Gruppe. Der Kurozuka Kofun hat eine Gesamtlänge von 132 m und einer Höhe von 11 m. Der Kofun befindet sich in Yanagimoto-chō in der Stadt Tenri (Präfektur Nara) in der Nähe des Bahnhofes Yanagimoto. Die japanische Bezeichnung bedeutet ungefähr „Schwarzer Hügel Kofun“.

## Überblick
Es wird angenommen, dass der Kurozuka Kofun in der zweiten Hälfte des 3. Jahrhunderts erbaut wurde. Der Kurozuka Kofun ist als Parkanlage und Aussichtspunkt zugänglich. Neben dem Kurozuka Kofun befindet sich eine Ausstellungshalle mit einer Nachbildung der Grabkammer.
Während der Ausgrabungen im Jahr 1997/1998 wurden im Kurozuka Kofun 33 Bronzespiegel mit dreieckigem Rand und Abbildungen von Göttern und Tiergottheiten gefunden (sankakubuchi shinjūkyō). Aufgrund der hohen Anzahl handelt es sich um einen der bedeutendsten Spiegelfunde in Japan. Zudem sind die Spiegelfunde im Hinblick auf die Kontroverse über die Lage des Yamatai-Königreiches Yamataikoku und der legendären Prinzessin Himiko von großer Bedeutung. Der Fund wurde sogar zu einem Thema einer Fernsehserie namens Shika Otoko Awoniyoshi.

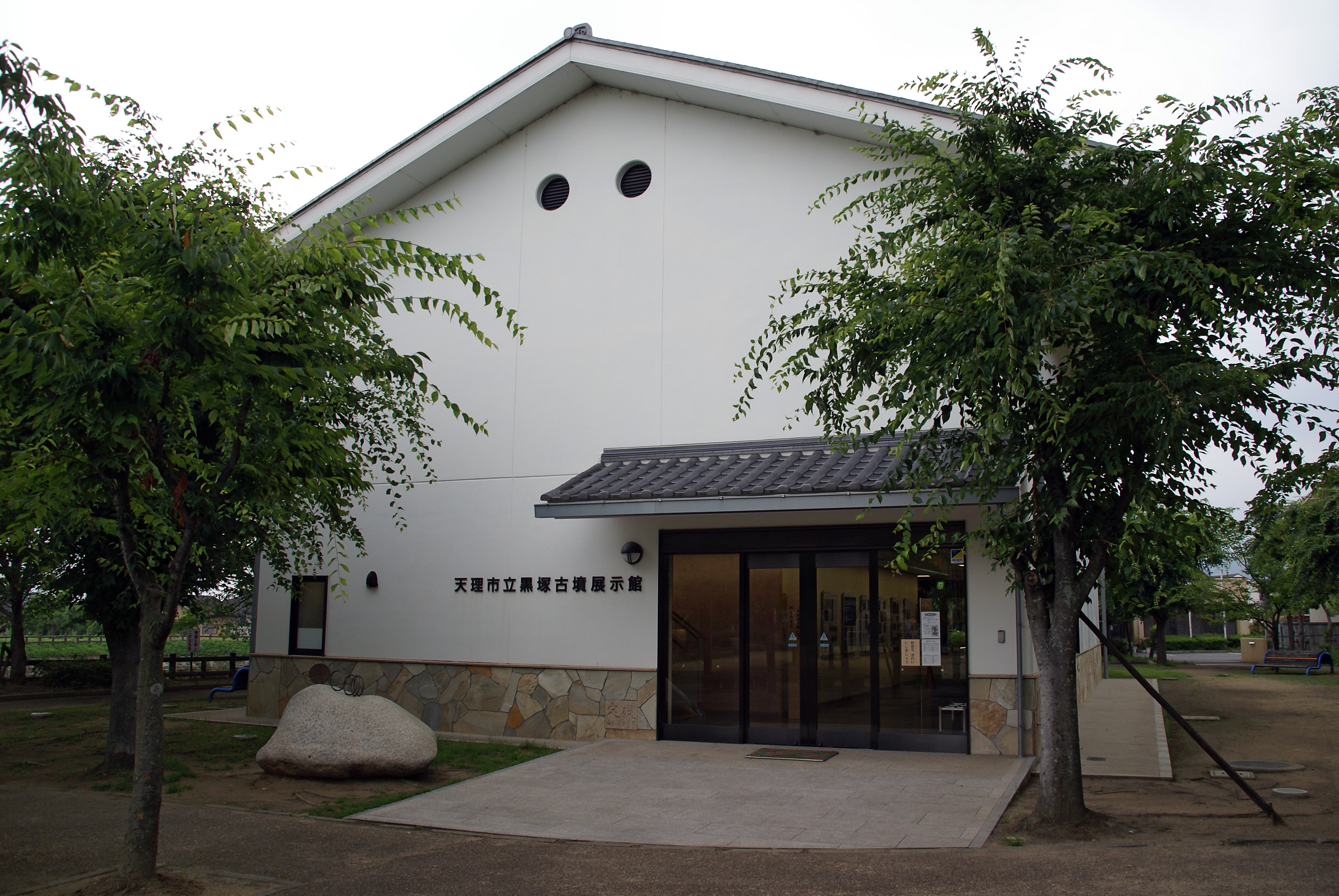
Die Ausstellungshalle
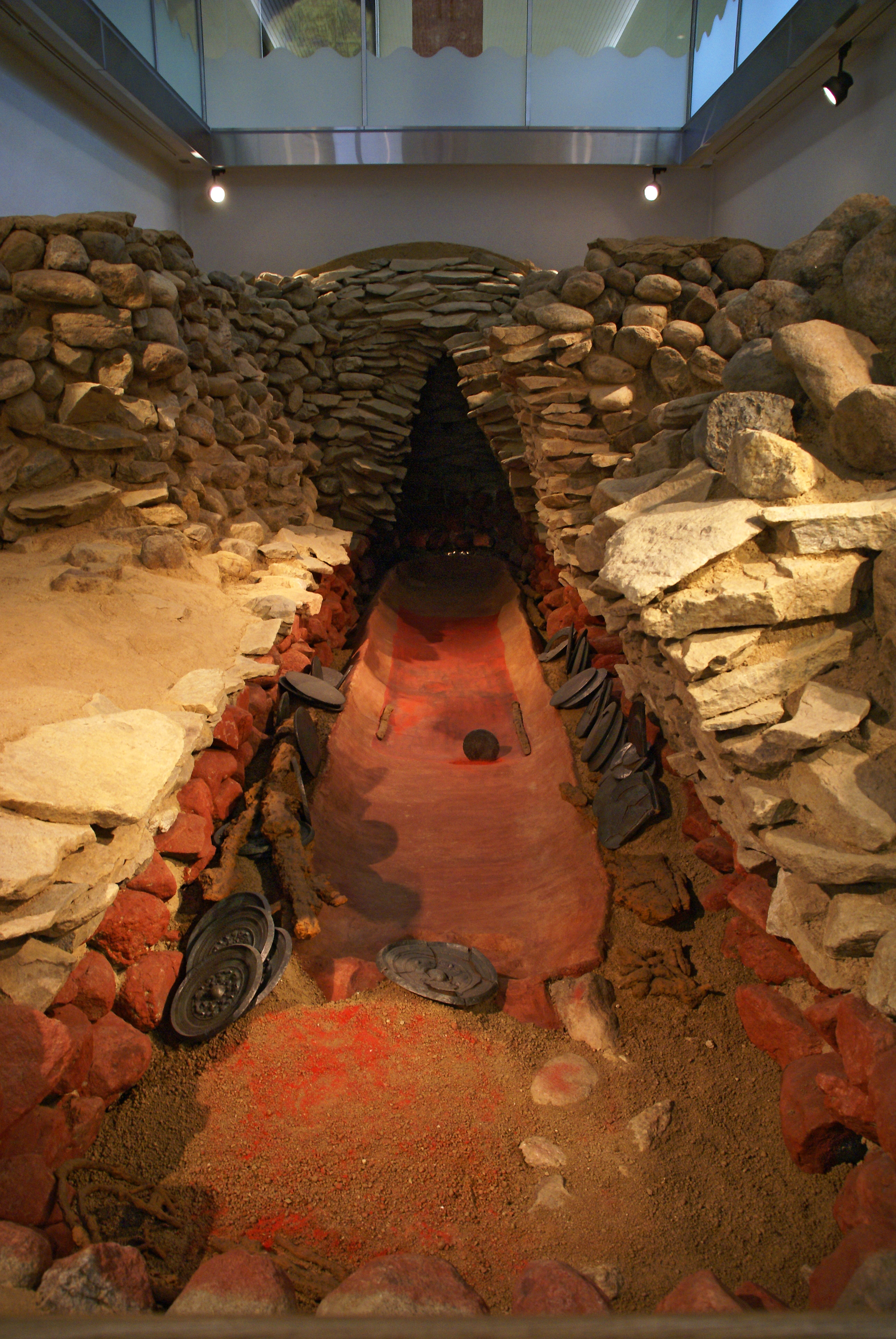
Die Grabkammer
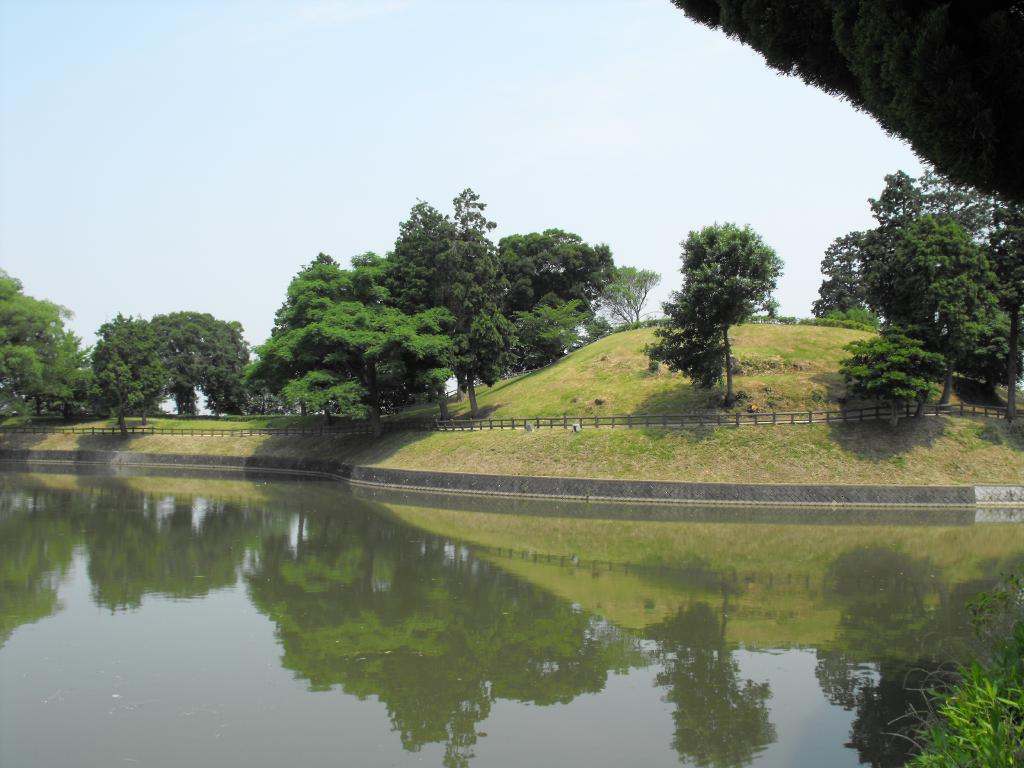
Kurozuka-Kofun
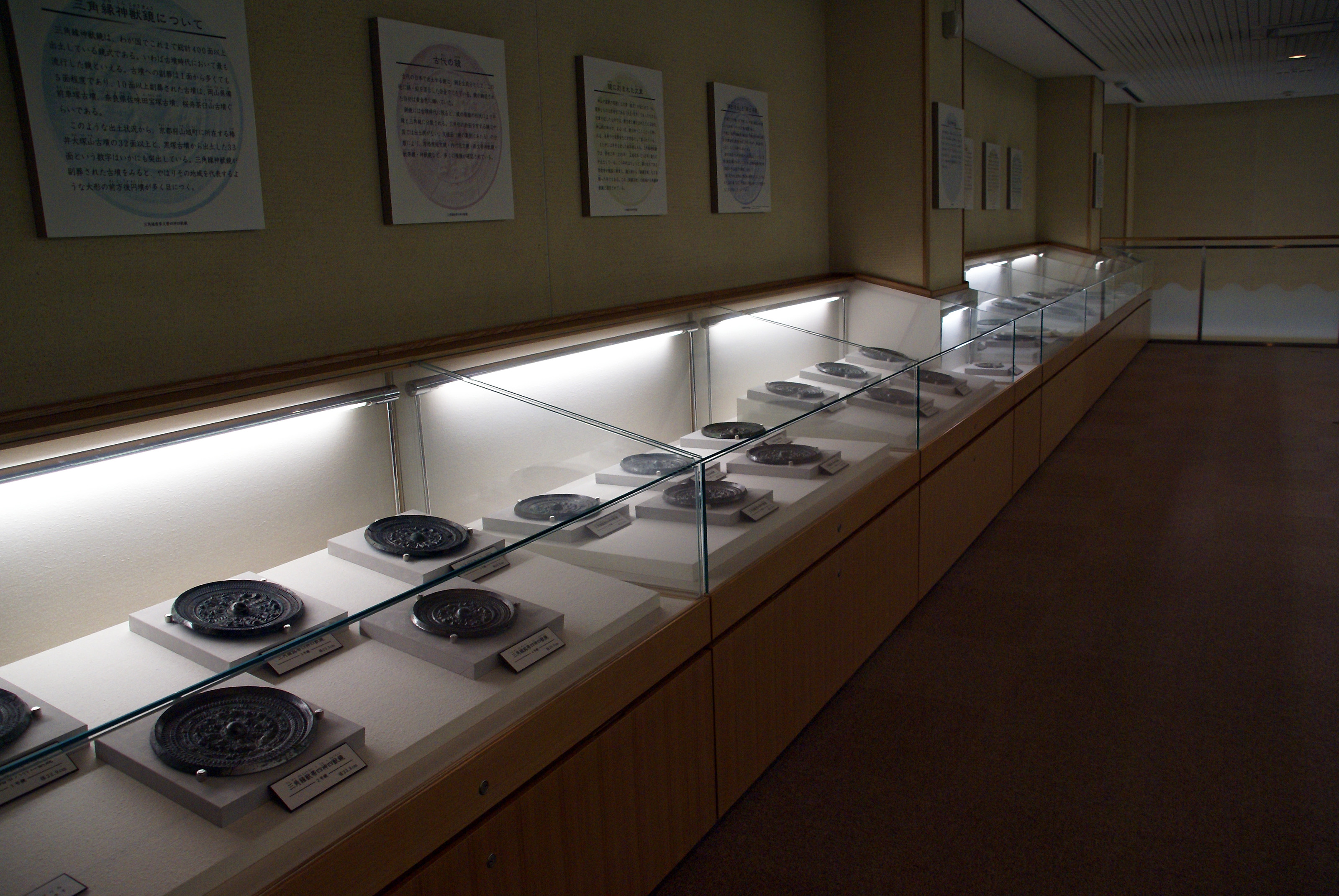
Die Spiegelfunde